# Plocama jolana
Plocama jolana là một loài thực vật có hoa trong họ Thiến thảo. Loài này được (Thulin) M.Backlund & Thulin mô tả khoa học đầu tiên năm 2007.